# Narnia marquezi
Narnia marquezi är en insektsart som beskrevs av Harry Brailovsky 1975. Narnia marquezi ingår i släktet Narnia och familjen bredkantskinnbaggar. Inga underarter finns listade i Catalogue of Life.